# Parafia Najświętszego Serca Jezusowego w Smolicach
Parafia Najświętszego Serca Jezusowego w Smolicach – parafia rzymskokatolicka, znajdująca się w archidiecezji poznańskiej, w dekanacie jutrosińskim.